# 김성룡 (바둑 기사)
김성룡(金成龍, 1976년 8월 12일~)은 대한민국의 전 바둑 기사이다. 본관은 김해(金海)이며 서울에서 출생해, 충청남도 천안에서 성장하였다.

## 프로 바둑 기사
1991년 만 15세의 나이로 프로 바둑 기사에 입문한다. 1995년 제13기 MBC 제왕전에서 준우승을 차지하고, 같은해 바둑문화상 신예기사상을 받으면서 대한민국 바둑계에서 신예로 떠올랐었다. 2003년부터 2004년까지 KBS 바둑왕전 22기, 23기의 보조 진행자와 바둑TV 해설가로 활약하기도 했다. 2004년에는 제1기 전자랜드배 왕중왕전에서 우승을 차지하고, 9단으로 승단하였으며, 2004 바둑대상에서 '감투상'을 받는다. 2005년에는 제4회 CSK배 아시아바둑대항전과 제1회 일월성배 한중대항전에서 대한민국 대표팀으로 출전하기도 했다.
2011년 한국바둑리그에서 '포스코led' 팀의 감독을 맡는데, 이는 당시 리그 감독 중 최연소였다. 그는 그해 팀을 리그 우승으로 이끌며 '감독상'을 받는다. 2016년에는 대한민국에서 많은 관심을 받았던 '알파고 대 이세돌, 딥마인드 챌린지 매치'의 대국 현장에서 공개 해설을 맡으며 더욱 알려졌다.
이외에도 한국기원 홍보이사, 세종시바둑협회 전문이사를 맡았으며, 개인 바둑도장을 운영하였다.

## 주요 경력
- 1995년 제14기 KBS 바둑왕전 본선, 제13기 제왕전 준우승
- 1996년 제15기 KBS 바둑왕전 본선
- 1997년 비씨카드배 신인왕전 본선, 5단 승단
- 1996년 제1회 삼성화재배 본선
- 1997년 제2회 삼성화재배 본선
- 1998년 문화노동자모임 결성
- 1999년 제18기 KBS바둑왕전 본선 진출
- 1999년 6단 승단
- 2000년 제5회 LG배 세계기왕전 32강
- 2001년 7단 승단
- 2002년 제21기 KBS바둑왕전 본선 진출
- 2003년 제22기 KBS바둑왕전 본선 진출
- 2004년 전자랜드배 왕중왕전 우승
- 2004년 제1기 전자랜드배 우승
- 2005년 제1회 일월성배 한중대항전 한국대표
- 2005년 제4회 CSK배 한국대표
- 2008년 52기 국수전 본선